# Hammars distrikt
Hammars distrikt är ett distrikt i Askersunds kommun och Örebro län. Distriktet ligger omkring tätorterna Hammar, Olshammar, Åmmeberg och Zinkgruvan, vid norra änden av sjön Vättern i södra Närke. En mindre del av distriktet (inklusive en del av tätorten Zinkgruvan) ligger i Östergötland.

## Tidigare administrativ tillhörighet
Distriktet inrättades 2016 och utgörs av socknen Hammar i Askersunds kommun.
Området motsvarar den omfattning Hammars församling  hade vid årsskiftet 1999/2000.